# Zhaolingpu (köpinghuvudort i Kina, Hebei Sheng, lat 38,10, long 114,47)
Zhaolingpu är en köpinghuvudort i Kina. Den ligger i provinsen Hebei, i den norra delen av landet, omkring 260 kilometer sydväst om huvudstaden Peking. Antalet invånare är 47 938. Befolkningen består av 23 455 kvinnor och 24 483 män. Barn under 15 år utgör 16,0 %, vuxna 15-64 år 78 %, och äldre över 65 år 5,0 %.
Runt Zhaolingpu är det mycket tätbefolkat, med 1 018 invånare per kvadratkilometer. Närmaste större samhälle är Shijiazhuang, 6,5 km söder om Zhaolingpu. Runt Zhaolingpu är det i huvudsak tätbebyggt.
Genomsnittlig årsnederbörd är 702 millimeter. Den regnigaste månaden är juli, med i genomsnitt 228 mm nederbörd, och den torraste är januari, med 4 mm nederbörd.